# 94 Pułk Zmechanizowany
94 Pułk Zmechanizowany – oddział zmechanizowany Sił Zbrojnych PRL.
Powstał w 1955 z przeformowania 94 Pułku Piechoty. Wchodził w skład 15 Dywizji Zmechanizowanej im. Gwardii Ludowej. 
Stacjonował w garnizonie Morąg.
Zgodnie z rozkazem nr 07/MON z 04 maja 1967 roku w sprawie przekazania jednostkom wojskowym historycznych nazw i numerów oddziałów frontowych oraz ustanowienia dorocznych świąt jednostek, Dz. Rozk. Tjn. MON Nr 5, poz. 21, 94 Pułk Zmechanizowany przemianowano na 37 Pułk Zmechanizowany.

## Skład organizacyjny
- Dowództwo
- Sztab
- 3 bataliony piechoty zmotoryzowanej[2]
  - 2 kompanie piechoty zmotoryzowanej
    - 2 plutony piechoty zmotoryzowanej
    - pluton ckm

  - bateria artylerii przeciwpancernej 
    - pluton armat
    - dwa plutony ciężkich granatników

  - kompania moździerzy
    - 2 plutony moździerzy

  - bateria artylerii przeciwlotniczej
  - pluton łączności
  - drużyna naprawcza
- kompania czołgów i artylerii pancernej
  - drużyna techniczna
- dywizjon artylerii - 12 armat ZiS-3[3]
- batalion szkolny
- bateria moździerzy - 6 moździerzy 120 mm[3]
- bateria artylerii przeciwlotniczej
- kompania rozpoznawcza
  - pluton zwiadu
  - pluton samochodów pancernych - 5 BA-64[3]
  - pluton motocykli i samochodów pancernych
- kompania saperów
- kompania łączności
- kompania technicznego zaopatrzenia
- pluton obrony przeciwchemicznej
- kwatermistrzostwo
- izba chorych

## Przekształcenia
94 Pułk Piechoty → 94 Pułk Zmechanizowany → 37 Pułk Zmechanizowany → 43 Ośrodek Materiałowo-Techniczny → 16 Brygada Zmechanizowana → 16 batalion zmechanizowany 20 Bartoszyckiej Brygady Zmechanizowanej (JW 1248)